# 스트레이 키즈의 음반 목록
다음은 대한민국의 보이 그룹 스트레이 키즈가 발매한 음반 목록이다.

## 정규 음반
| 2020                                      | GO生 - 포맷 : CD · 디지털 다운로드 · 스트리밍 - 발매일자 : 2020년 6월 17일 - 레이블 : 아이리버              | 1 | 5 | 27 | 6 | - 한국 : 639,369+ - 일본 : 39,911+ |
| 2021                                      | NOEASY - 포맷 : CD · 디지털 다운로드 · 스트리밍 - 발매일자 : 2021년 8월 23일 - 레이블 : 아이리버            | 1 | 1 | 8  | 2 | - 한국 : 169,714+ - 일본 : 1,063+  |
| 2023                                      | THE SOUND - 포맷 : CD · 디지털 다운로드 · 스트리밍 - 발매일자 : 2023년 2월 22일 - 레이블 : 에픽 레코드 재팬 | ― | ― | ―  | 1 | - 일본 : 425,933+                  |
| 2023                                      | ★★★★★ (5-STAR) - 포맷 : CD · 디지털 다운로드 · 스트리밍 - 발매일자 : 2023년 6월 2일 - 레이블 : 아이리버     |   |   |    |   | - 한국 : - 일본 :                  |
| 2024                                      | GIANT - 포맷 : CD · 디지털 다운로드 · 스트리밍 - 발매일자 : 2024년 11월 13일 - 레이블 : 에픽 레코드 재팬    |   |   |    |   |                                    |
| "—" 표시는 차트에 진입하지 못함을 의미함. | |   |   |    |   |                                    |

## 컴필레이션 음반
| 2020                                      | SKZ2020 - 포맷 : CD · 디지털 다운로드 · 스트리밍 - 발매일자 : 2020년 3월 18일 - 레이블 : 에픽 레코드 재팬 | ― | ― | ― | 3  | - 일본 : 100,000+ |
| 2021                                      | SKZ2021 - 포맷 : CD · 디지털 다운로드 · 스트리밍 - 발매일자 : 2021년 12월 23일 - 레이블 : 아이리버        | ― | ― | ― | 5  | - 일본 : 959+     |
| 2022                                      | SKZ-Replay - 포맷 : CD · 디지털 다운로드 · 스트리밍 - 발매일자 : 2022년 12월 21일 - 레이블 : 아이리버     | ― | ― | ― | 23 | - 일본 : 2,566+   |
| "—" 표시는 차트에 진입하지 못함을 의미함. | |   |   |   |    |                   |

## 미니 음반
| 2018                                      | Mixtape - 포맷 : CD · 디지털 다운로드 · 스트리밍 - 발매일자 : 2018년 1월 8일 - 레이블 : 아이리버                                          | 2 | 7 | 71 | 47 | - 한국 : 169,714+ - 일본 : 1,063+    |
| 2018                                      | I am NOT - 포맷 : CD · 디지털 다운로드 · 스트리밍 - 발매일자 : 2018년 3월 26일 - 레이블 : 아이리버                                        | 4 | 7 | 54 | ―  | - 한국 : 291,369+ - 일본 : 2,036+    |
| 2018                                      | I am WHO - 포맷 : CD · 디지털 다운로드 · 스트리밍 - 발매일자 : 2018년 8월 6일 - 레이블 : 아이리버                                         | 3 | 4 | 52 | 34 | - 한국 : 284,366+ - 일본 : 1,474+    |
| 2018                                      | I am YOU - 포맷 : CD · 디지털 다운로드 · 스트리밍 - 발매일자 : 2018년 10월 22일 - 레이블 : 아이리버                                       | 2 | 5 | 44 | 34 | - 한국 : 303,222+ - 일본 : 2,234+    |
| 2019                                      | Clé 1 : MIROH - 포맷 : CD · 디지털 다운로드 · 스트리밍 - 발매일자 : 2019년 3월 25일 - 레이블 : 아이리버                                   | 1 | 2 | 31 | 15 | - 한국 : 329,119+ - 일본 : 5,856+    |
| 2019                                      | Clé 2 : Yellow Wood - 포맷 : CD · 디지털 다운로드 · 스트리밍 - 발매일자 : 2019년 6월 19일 - 레이블 : 아이리버                             | 2 | 4 | 38 | 17 | - 한국 : 156,048+ - 일본 : 3,379+    |
| 2019                                      | Clé : LEVANTER - 포맷 : CD · 디지털 다운로드 · 스트리밍 - 발매일자 : 2019년 12월 9일 - 레이블 : 아이리버                                  | 1 | 2 | 30 | 17 | - 한국 : 399,717+ - 일본 : 9,116+    |
| 2020                                      | ALL IN - 포맷 : CD · 디지털 다운로드 · 스트리밍 - 발매일자 : 2020년 10월 27일 - 레이블 : 에픽 레코드 재팬                                 | — | — | —  | 2  | - 일본 : 100,000+                    |
| 2022                                      | ODDINARY - 포맷 : CD · 디지털 다운로드 · 스트리밍 - 발매일자 : 2022년 3월 18일 - 레이블 : 아이리버                                        | 1 | 2 | 9  | 4  | - 한국 : 1,807,208+ - 일본 : 62,790+ |
| 2022                                      | CIRCUS - 포맷 : CD · 디지털 다운로드 · 스트리밍 - 발매일자 : 2022년 6월 22일 - 레이블 : 에픽 레코드 재팬                                  | — | — | —  | 2  | - 일본 : 250,000+                    |
| 2022                                      | MAXIDENT - 포맷 : CD · 디지털 다운로드 · 스트리밍 - 발매일자 : 2022년 10월 7일 - 레이블 : 아이리버                                        | 1 | 2 | 2  | 3  | - 한국 : 3,256,303+ - 일본 : 99,945+ |
| 2023                                      | Social Path / Super Bowl (Japanese Ver.) - 포맷 : CD · 디지털 다운로드 · 스트리밍 - 발매일자 : 2023년 9월 6일 - 레이블 : 에픽 레코드 재팬 |   |   |    |    | - 한국 : - 일본 :                    |
| 2023                                      | 樂-STAR - 포맷 : CD · 디지털 다운로드 · 스트리밍 - 발매일자 : 2023년 11월 10일 - 레이블 : 아이리버                                        |   |   |    |    | - 한국 : - 일본 :                    |
| 2024                                      | ATE - 포맷 : CD · 디지털 다운로드 · 스트리밍 - 발매일자 : 2024년 7월 19일 - 레이블 : 아이리버                                             |   |   |    |    | - 한국 : - 일본 :                    |
| "—" 표시는 차트에 진입하지 못함을 의미함. | |   |   |    |    |                                      |

## 리패키지 음반
| 2020                                      | IN生 - 포맷 : CD · 디지털 다운로드 · 스트리밍 - 발매일자 : 2020년 9월 14일 - 레이블 : 아이리버 | 1 | 2 | 22 | — | - 한국 : 715,483+ |
| "—" 표시는 차트에 진입하지 못함을 의미함. |                                                                                                |   |   |    |   |                   |

## 싱글 음반
| 2020                                      | Step Out Of Clé - 포맷 : 디지털 다운로드 · 스트리밍 - 발매일자 : 2020년 1월 24일 - 레이블 : 아이리버               |   |   |    |   |                   |
| 2021                                      | SCARS / ソリクン (Japanese Ver.) - 포맷 : CD · 디지털 다운로드 · 스트리밍 - 발매일자 : 2021년 10월 13일 - 레이블 : |   |   |    |   | - 일본            |
| 2021                                      | Christmas EveL - 포맷 : CD · 디지털 다운로드 · 스트리밍 - 발매일자 : 2021년 11월 29일 - 레이블 : 아이리버          | 1 | 1 | 17 | — | - 한국 : 839,616+ |
| "—" 표시는 차트에 진입하지 못함을 의미함. | |   |   |    |   |                   |

## OST
| 발매일          | 앨범명                                                    | 가수          | 수록곡                                                |
| --------------- | --------------------------------------------------------- | ------------- | ----------------------------------------------------- |
| 2019년 11월 7일 | 어쩌다 발견한 하루 OST part.7                             | 스트레이 키즈 | - 끝나지 않을 이야기.. - 끝나지 않을 이야기 (inst.)   |
| 2020년 5월 13일 | TOP                                                       | 스트레이 키즈 | - TOP ("Tower of God" OP) - SLUMP ("Tower of God" ED) |
| 2020년 7월 16일 | 만찢남녀 OST Part.1                                       | 스트레이 키즈 | - Hello Stranger - Hello Stranger (inst.)             |
| 2024년 4월 12일 | WHY?                                                      | 스트레이 키즈 | - WHY?                                                |
| 2024년 7월 16일 | Deadpool & Wolverine (Original Motion Picture Soundtrack) | 스트레이 키즈 | - Track 4 : "SLASH"                                   |
| 2024년 10월 7일 | NIGHT                                                     | 스트레이 키즈 | - NIGHT                                               |
| 2024년 10월 7일 | FALLING UP                                                | 스트레이 키즈 | - FALLING UP                                          |

## 같이 보기
- 스트레이 키즈의 음반 외 활동 목록
- 스트레이 키즈의 콘서트 투어 목록
- 스트레이 키즈의 수상 및 후보 목록